# كابا (شركة)
كابا (kappa) هي شركة ايطالية متخصصة في صناعة الملابس و الإكسسوارات الرياضية، التي بدأت اساسا بصناعة الجوارب والملابس الداخلية في عام 1916 في تورينو.